# 烏崔科拉維里山
14°01′36″S 72°50′14″W / 14.02667°S 72.83722°W
烏崔科拉維里山（Huch'uy Q'urawiri），是秘魯的山峰，位於該國南部阿普里馬克大區，由阿班凱省的西爾卡區負責管轄，屬於安地斯山脈的一部分，海拔高度4,800米。